# Binuluangan Island
Binuluangan Island ist eine philippinische Insel in der Provinz Iloilo. Sie liegt etwa 600 m vor dem Gogo Point, an der Nordostküste der Insel Panay. Südöstlich der Insel liegen in 2 km Calagnaan Island und in 10 km Entfernung Sicogon. Nordöstlich liegen in 18 km Entfernung die Gigantes-Inseln in der Visayas-See. Binuluangan Island liegt der Bancal-Bucht vorgelagert und wird von der Großraumgemeinde Carles aus verwaltet.
Auf der Insel liegt der gleichnamige Barangay Binuluangan, dieser wird als dörflich beschrieben und hatte 2007 1593 Einwohner. Der Überlieferung nach war die Insel einst mit der Insel Panay verbunden und wurde früher als Baliw bezeichnet. Durch die starken Gezeiten und die Erosion entstand die Insel, die Buluang bezeichnet wurde, welcher auch der Name eines Sitios war. Der Sitio wurde später umbenannt in Binuluangan und ein eigenständiger Barangay, seine Bevölkerung lebt heute hauptsächlich vom Fischfang.
Die Topografie der Insel ist gekennzeichnet durch ein hügeliges Terrain, das im Inselinneren bis auf 58 Meter über dem Meeresspiegel ansteigt. Die Küstenlinie der etwa 8 km langen und ca. 4 km breiten Insel wird von Sandstränden, Steilküsten und Mangrovenwäldern gesäumt. Die südliche Gogo Passage trennt die Insel von Panay und ist durch zahlreiche Untiefen gekennzeichnet. Die Nilidlaran Passage trennt Binuluangan und Calagnaan Island, in ihr liegen ausgedehnte Korallenriffe. Der Pflanzenwuchs der Insel besteht aus einer dichten tropischen Regenwaldvegetation, die einen sehr ursprünglichen Charakter hat.
Binuluangan Island wurde am 8./9. November 2013 wurde durch den Durchzug des Super Taifuns Haiyan schwer getroffen und dadurch einer breiteren Öffentlichkeit bekannt. Hilfslieferungen und Evakuierungen von Verletzten durch die britische Royal Navy starteten am 19. November 2013.
Fährverbindungen zur Insel bestehen nicht, es müssen Auslegerboote im Hafen von Carles gemietet werden. Die Überfahrt dauert ca. 15 Minuten.